# Max the Max ~JAM Project Best Collection XIV~
Max the Max ~JAM Project Best Collection XIV~ é a 14ª coletânea "Best Collection" do JAM Project. Como de praxe, contém músicas que o grupo fez para animes, tokusatsu e jogos eletrônicos. Foi lançada em 27 de julho de 2022 pela Lantis e possui 16 faixas.

## Produção
Videoclipes para a faixa título, "Max the Max", e para a canção "Bloodlines ~Unmei no Kettou~", foram produzidos.

## Recepção
O álbum chegou à 42ª posição na Billboard Japan (e à 54ª no Hot 100) e ficou duas semanas no Oricon Albums Chart, chegando à 47ª posição.

## Faixas
| N.º            | Título                                      | Letras                      | Música                                                 | Usada em                                             | Duração |  |
| 1.             | "THE INTRO"                                 |                             | Shiho Terada e Yoshichika Kuriyama                     |                                                      | 1:31    |  |
| 2.             | "Bloodlines ~Unmei no Kettou~"              | Hironobu Kageyama           | H. Kageyama, S. Terada e Y. Kuriyama                   | Getter Robo Arc                                      | 3:58    |  |
| 3.             | "Drei Kruez -Hagane no Survivor~"           | H. Kageyama                 | Hiroshi Kitadani, H. Kageyama, S. Terada e Y. Kuriyama | Super Robot Wars 30                                  | 3:53    |  |
| 4.             | "Seijaku no Apostle"                        | Yukinojo Mori               | Ricardo Cruz e Makoto Miyazaki                         | One Punch-Man                                        | 3:38    |  |
| 5.             | "Max the Max"                               | H. Kageyama                 | H. Kageyama e Kenshiro                                 | G1 CLIMAX 31                                         | 4:06    |  |
| 6.             | "Tread on Tiger's Tail"                     | H. Kageyama                 | R. Cruz, H. Kageyama, S. Terada e Y. Kuriyama          | Super Robot Wars T                                   | 5:04    |  |
| 7.             | "Senyuu yo"                                 | H. Kageyama                 | H. Kageyama, S. Terada e Y. Kuriyama                   |                                                      | 4:50    |  |
| 8.             | "D.D ~Dimension Driver~"                    | H. Kageyama                 | H. Kageyama e M. Miyazaki                              | Super Robot Wars DD                                  | 4:25    |  |
| 9.             | "NEVER END -G-"                             | Masami Okui                 | H. Kitadani e Y. Kuriyama                              |                                                      | 4:19    |  |
| 10.            | "RESET"                                     | Masaaki Endoh e H. Kageyama | H. Kageyama e Akito Takahashi                          | Super Robot Wars T                                   | 6:04    |  |
| 11.            | "STORM 2021"                                | Tetsuo Kudoh                | Kenichi Sudo e Masashi Chizawa                         | Getter Robo Arc                                      | 4:05    |  |
| 12.            | "Piano Kyosoukyoku Dai 4 Ban ~Kaijin Sanka" | H. Kageyama                 | H. Kageyama e Y. Kuriyama                              | One Punch Man                                        | 5:09    |  |
| 13.            | "DRAGON 2021"                               | H. Kageyama                 | K. Sudo                                                | Getter Robo Arc                                      | 4:16    |  |
| 14.            | "Concerto of SRW"                           | H. Kageyama                 | K. Sudo                                                | Tema de 30º aniversário da franquia Super Robot Wars | 4:30    |  |
| 15.            | "with love"                                 | M. Okui                     | M. Okui, S. Terada e Y. Kuriyama                       | Super Robot Wars 30                                  | 5:16    |  |
| 16.            | "KAI"                                       | M. Okui                     | H. Kitadani e Kenshiro                                 |                                                      | 4:52    |  |
| Duração total: | Duração total:                              | Duração total:              | Duração total:                                         | Duração total:                                       | 70:03   |  |

## Integrantes
- Hironobu Kageyama
- Masaaki Endoh
- Hiroshi Kitadani
- Yoshiki Fukuyama
- Masami Okui
- Ricardo Cruz